# اعتراف الموظفين
اعتراف الموظفين هو الاعتراف المناسب غير الرسمي أو الرسمي بسلوك الشخص والجهد المبذول أو النتيجة التجارية التي تدعم أهداف وقيم المنظمة والتي تتجاوز توقعات رؤسائهم العادية. وقد تم اعتبار الاعتراف استجابة بناءة وقرارا يتم اتخاذه بشأن إسهام الشخص مما يعكس ليس فقط أداء العمل ولكن أيضا التفاني الشخصي والالتزام بشكل منتظم أو على أساس مؤقت والتعبير عنه بشكل رسمي أو غير رسمي سواء فرديا أو جماعيا وخاصا أو علنيا وماديا أو غير ماديا.

## الأسس النظرية
تم بناء مسار البحث العلمي حول اعتراف الموظفين والدافعية على أسس نظرية في علوم السلوك وعلم النفس. وقد تميل الأوراق العلمية الأولى حول اعتراف الموظفين إلى الاستفادة من تركيبة من نظريات الدافعية القائمة على الاحتياجات (مثل هيرتزبرغ 1966 وماسلو 1943) ونظرية التعزيز (بشكل رئيسي بافلوف 1902 وب.ف. سكينر 1938) كأساس لتأثيرات اعتراف الموظفين.

### نظرية الدافعية القائمة على الاحتياجات
تعتمد نظريات الدافعية القائمة على الاحتياجات على حجة أن البشر لديهم دوافع أساسية تحفزهم على التصرف بطرق تساعدهم على تحقيق تلك الاحتياجات.
- هرم احتياجات ماسلو: يحدد نموذج ماسلو خمس فئات من الاحتياجات: الاحتياجات الفسيولوجية والأمان والانتماء والحب والاحترام الذاتي وتحقيق الذات.[4] تم ترتيب هذه "المستويات" من الاحتياجات في الهرم وفقا لتأثيرها المباشر على التنمية البشرية وبالتالي قوتها في التأثير على السلوك. وفقا لماسلو لا يشعر الأفراد بالرضا الكامل عن أي مستوى من الاحتياجات ولكن بمجرد تحقيق فئة من الاحتياجات بشكل كبير لن تكون محفزة بعد ذلك للفرد. وبالتالي يقدم سلوك الإنسان كنشاط عقلاني يهدف إلى تحقيق مستويات متتابعة من الاحتياجات. تعتمد برامج الاعتراف على فكرة أن الأفراد يهدفون إلى تحقيق احتياجات الاحترام الذاتي بعد تحقيق الاحتياجات السابقة في الهرم. يمكن تقسيم احتياجات الاحترام الذاتي إلى احتياج الاحترام الذاتي واحتياج الاحترام من الآخرين. يتطلب تحقيق احتياج الاحترام من الآخرين الرضا الخارجي من خلال الوضع أو المكانة واعتراف الآخرين والتقدير منهم. يفهم احتياج الاحترام الذاتي على أنه الحاجة إلى الاحتفاظ بتقدير عال للنفس بناء على القدرة الحقيقية والتحقيق والاستقلالية والاحترام من الآخرين.
- نظرية احتياجات هيرتزبرغ المزدوجة: خلال بحثه أجرى هيرتزبرغ مقابلات مع مئات المهنيين في الولايات المتحدة طلب منهم أن يذكروا تجارب العمل التي جعلتهم يشعرون بـ"شعور استثنائي جيد" تجاه وظائفهم وأيضا تلك التي جعلتهم يشعرون بـ"شعور استثنائي سيء" تجاه وظائفهم. بعد تصنيف الاستجابات وجد هيرتزبرغ أن العوامل التي تسببت في الشعور بالسلبية كانت مختلفة تماما عن تلك التي تسببت في الشعور بالإيجابية. أشار المشاركون الذين شعروا بالرضا تجاه عملهم إلى عوامل تتوافق إلى حد كبير مع احتياجات ماسلو والتي تكون في مستويات أعلى في الهرم. وشمل ذلك التحقيق والاعتراف بالإنجاز والعمل نفسه والمسؤولية والنمو أو الترقية. من ناحية أخرى كان المشاركون غير الراضين يميلون إلى ذكر عوامل خارجية للوظيفة مثل الأجر وظروف العمل والإشراف والأمان والعلاقات مع الزملاء وسياسات الشركة. يتوافق معظم هذه العوامل مع الاحتياجات الفسيولوجية والأمان في نظرية ماسلو. أدى الاكتشافات التي قام بها هيرتزبرغ إلى استنتاجه بأن هناك نطاقين مختلفين: مجموعة واحدة من العوامل "النظافة" التي تتكون من تواصل من الاستياء إلى عدم الاستياء ومجموعة ثانية من العوامل "الحافزة" التي تتكون من تواصل من عدم الرضا إلى الرضا (هيرتزبرغ 1966). بحسب هيرتزبرغ يعتبر الاعتراف حافزا بينما المكافآت المالية مثل الأجر ضرورية لمنع الاستياء ولكنها لا تعزز الرضا الوظيفي والدافعية.[5]

### نظرية التعزيز
تستند نظرية التعزيز إلى أعمال علماء النفس السلوكية جون واتسون وإيفان بافلوف وإي. إل. ثورندايك وب.ف. سكينر. تقول هذه النظرية إنه يمكن تشكيل سلوك الناس من خلال المكافآت التي يمكن أن تكون غير ملموسة والعقوبات لتكرار السلوك المكافأ عليه والتوقف عن السلوك غير المكافى. من خلال عملية التشكيل هذه يتم إنشاء رابطة بين سلوك معين ونتيجته سواء كانت حوافز أو عوامل رادعة. تستند هذه النظرية إلى قانون التأثير لثورندايك الذي يقول إن الناس عرضة لتكرار السلوك الذي ينتج عنه نتيجة ممتعة.

## أنواع برامج اعتراف الموظفين
وفقا لبونكي (2013) يجب أن تتوازن برامج الاعتراف بين المبادرات التي تعتمد على الأداء وتلك التي تعتمد على القيم ولكن يجب أن تتألف البرامج من ثلاث طرق: التعرف الرسمي والتعرف غير الرسمي والتعرف اليومي.

### الاعتراف الرسمي

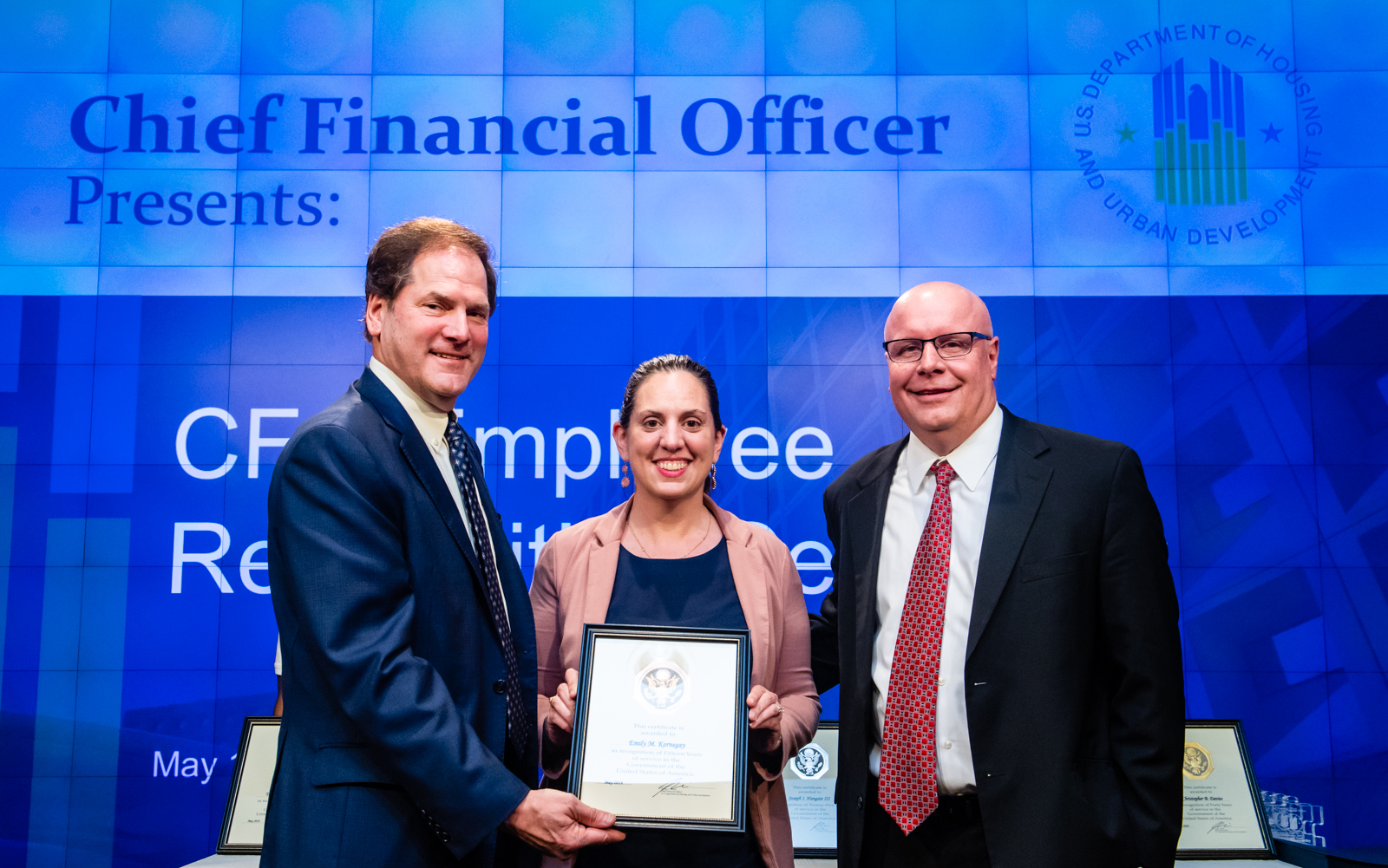
تُعقَد حفلة تكريم لتقدير موظفين على أعمالهم. يتم توزيع شهادات.

الاعتراف الرسمي هو مفهوم تعزيز إنجازات الموظفين من خلال برامج رسمية في الشركة مثل برنامج موظف الشهر (ستايكوڤيتش، 2009). يتكون من برامج تعرف مُنظَّمة تحتوي على أهداف محددة بوضوح وعمليات ومعايير مرتبطة بمكافأة وتكريم الأفراد أو الفرق أو الإدارات على مستوى الشركة لتحقيق أهداف تجارية محددة أو تجسيد قيم تنظيمية محددة أو تنفيذ إجراءات تتجاوز توقعات العمل العادية. عند تحديد معايير التعرف يجدر الالتزام بطريقة تحديد أهداف ذكية. وفقا لبونكي (2013) هذا النهج هو تعرف منظم للغاية يتضمن تكريم الموظفين الذين قدموا خدمة طويلة في المنظمة.

### الاعتراف غير الرسمي
الاعتراف غير الرسمي هو فكرة تقديم إشادة وتأكيد غير رسمي وحقيقي من قبل فرد أو مجموعة على العمل الممتاز في مجموعة (ستايكوڤيتش، 2009). يركز بشكل أساسي على تحقيقات الأداء وإنجازات الأهداف والمعلمات الأخرى التي يمكن أن تحدث شهريا أو ربع سنويا من قبل الأفراد أو الفرق. قد يشمل الاعتراف غير الرسمي جوائز ذات تكلفة منخفضة وتقديم وجبات خفيفة وحوافز بقيمة نقاط وبطاقات هدايا وشهادات. تم تحديد برامج الاعتراف غير الرسمية لإبراز قيمة الموظف ومساهمته في اللحظة المناسبة نتيجة لطبيعتها الفورية وبيئة العمل المتغيرة باستمرار. على سبيل المثال "عمل جيد" ليس كافيا ولكن "لقد لاحظت أنك ساعدت جو بينما كانت معداتك تخضع لصيانة من طاقم الصيانة" هي عبارة مختصرة وموجهة وتظهر تقديرا.

### الاعتراف اليومي
هو نوع من ممارسات الاعتراف التي تتكرر بشكل متكرر (يوميا أو أسبوعيا) وتكون منخفضة التكلفة أو بدون تكلفة وكثيرا ما تكون غير ملموسة وتعتمد بشكل كبير على المهارات الشخصية لتقديم التغذية الإيجابية لجميع الموظفين. وفقا لهاريسون (2005) يوفر التعرف اليومي فائدة تعزيز فورية وقوية للسلوك المرغوب ويقدم مثالا للموظفين الآخرين بالسلوك المرغوب الذي يتوافق مع أهداف المنظمة. بالنسبة له يتيح للأفراد والفرق على جميع المستويات فرصة التعرف على العمل الجيد الذي يقوم به زملاؤهم من الموظفين والفرق ويتيح لهم أيضا الفرصة ليتم التعرف على عملهم الجيد في الحال.

## أنواع ممارسات اعتراف الموظفين
فيما يتعلق ببرامج اعتراف الموظفين هناك أربعة ممارسات للتعرف: الاعتراف على الوجود والاعتراف على ممارسة العمل والاعتراف على التفاني في العمل والاعتراف على النتائج. تعترف هذه الممارسات الأربعة بالموظفين كأفراد كاملين الصفة وكعمال قادرين على التفاني في وظائفهم من خلال استثمار الوقت والطاقة لأداء الواجبات بكفاءة وتحقيق نتائج ملموسة (أمواتيما وكيريميه، 2016). تستخدم هذه الممارسات التعويض المباشر لإظهار الاعتراف والتقدير للموظفين.
=== الاعتراف على الوجود
يتم التركيز في هذا الاعتراف على الفرد و/أو المجموعة. من خلال الاعتراف على الوجود يتم منح الأفراد الحق في التعبير عن آرائهم والتأثير على عملية صنع القرار فضلا عن مسار أفعالهم الخاص ومسارات العمل في المنظمة (برون وديوجاس، 2008). مثال على مستوى التفاعل الرأسي لهذا هو تفويض جداول العمل المرنة.

### الاعتراف على ممارسة العمل
يتم في هذا الاعتراف إظهار التقدير للموظفين من خلال منح الجوائز. يركز هذا الاعتراف على أداء إجراءات عمل الموظفين بما في ذلك قدراتهم ومهاراتهم. مثال على مستوى التفاعل التنظيمي لهذا هو مكافأة الابتكار من خلال منح الجوائز.

### الاعتراف على التفاني في العمل
يشمل هذا الاعتراف أيضا عملية العمل ولكنه يركز أكثر على مشاركة الموظفين إما بشكل مستقل أو ضمن فريق. يشمل ذلك جوانب مثل المساهمة والالتزام والانخراط. مثال على مستوى التفاعل الأفقي لهذا هو رسالة شكر و/أو اعتراف من المدير إلى الموظف على تفانيه في مشروع ما.

### الاعتراف على النتائج
يتم في هذا الاعتراف التركيز على النتيجة النهائية/المنتج لعمل الموظف بالنسبة لأهداف/غايات الشركة. كتعبير عن الحكم والتقدير والامتنان تجاه فرد أو فريق يتعلق الاعتراف على النتائج في المقام الأول بفعالية وفائدة وقيمة العمل المنجز (برون وديوجاس، 2008). مثال على مستوى التفاعل التنظيمي لهذا هو منح المكافآت كحوافز لتحقيق الأهداف.

## الأهمية في الدول
تعتبر الدول اعتراف الموظفين ذو أهمية في المنظمة ولكن مدى أهميتها يختلف من منطقة لأخرى. أظهرت دراسة في القطاع العام أن اعتراف الموظفين في كندا يعتبر ذا أهمية أكبر مقارنة بالولايات المتحدة. أظهرت الإحصاءات أن 87% من الكنديين يعتقدون أنها مهمة في حين أن هذه النسبة تصل إلى 78% فقط في الولايات المتحدة. ومع ذلك فإن المعرفة والاتصال بالاعتراف الرسمي وغير الرسمي في الولايات المتحدة لديها نسبة أعلى من الكنديين. أفادت الإحصاءات أن 50% من المديرين في الولايات المتحدة قد قاموا بالإعلان عن الاعتراف الرسمي و34% منهم قاموا بالإعلان عن الاعتراف غير الرسمي بينما قام 34% من المديرين الكنديين بالإعلان عن الاعتراف الرسمي و17% منهم قاموا بالإعلان عن الاعتراف غير الرسمي. يختلف الاعتراف حسب الدولة حيث يتم تشكيل سياسات وتشريعات مختلفة بينما تم تشكيل بعضها بالفعل.

## الترابط بين اعتراف الموظفين والإنتاجية
أظهرت دراسة حالة من مركز استشارات وأبحاث إم-نيك أن هناك علاقة وثيقة بين اعتراف الموظفين وإنتاجيتهم. أظهرت النتائج المقدمة من البيانات أن قول "شكرا" يمكن أن يزيد من الإنتاجية بنسبة 82.9%. يمكن أن يزيد الثناء على العمل من الإنتاجية بنسبة 88.8%. يمكن أن تزيد تقديم الهدايا البسيطة من الإنتاجية بنسبة 90.9%. يمكن أن يزيد تقدير العمل المنجز من تحسين الإنتاجية بنسبة 86.4% وجعل مكان العمل استثنائي يمكن أن يزيد من الإنتاجية بنسبة 90% وتوفير جداول عطلات مرنة بنسبة 95.7%. تقدم البيانات المتعلقة بالعلاقة نظرة على كيفية ارتباط الاثنين في إطار العمل التجاري. وبناء على الفرد قد يفضل أنواع التعرف المختلفة بدلا من الأخرى.

## الفوائد
تم تحديد اعتراف الموظفين على أنه آلية تحفيزية فعالة للغاية يمكن أن تكون لها تأثير إيجابي كبير على رضا الموظفين وأدائهم وأداء المؤسسة بشكل عام (رحيم وديواد، 2013). عندما يتم توفير الاعتراف الفعال في مكان العمل يساهم ذلك في توفير بيئة عمل مواتية مما يمكن أن يحفز الموظفين على الالتزام بعملهم وتفوق في أدائهم. يعتبر الموظفون المتحفزون للغاية ميزة تنافسية للمؤسسة لأن أدائهم يؤدي إلى تحقيق أهدافها واستراتيجيتها التجارية بشكل جيد. من خلال تطبيق برامج الاعتراف الرسمية وغير الرسمية واليومية بانتظام وبشكل متكرر يتاح للمؤسسات أداة قوية للتأثير على الموظفين ليعيشوا قيم المؤسسة وينفذوا تركيزها (هرتزبرج، 1996 كما نقله لوثانس، 2000). كما أنه يتيح للمؤسسة فرصة لتسليط الضوء على الأفعال والسلوك المرغوب فيه مما يخلق نماذج للأدوار للموظفين الآخرين (سيلفرمان، 2004). من خلال تعزيز السلوك المتوقع بشكل محدد لا تشير المؤسسات فقط إلى أن جهود الموظفين ملاحظة ومقدرة بل تعلمهم أيضا قيم المؤسسة وأهدافها وأولوياتها ودورهم في تحقيقها. كأداة تحفيزية تساعد برامج الاعتراف الموظفين على رؤية كيف يساهمون في النتائج النهائية وكيف سيتم التعرف على إسهاماتهم ومكافأتها فورا. في أي حالة يمكن لبرامج الاعتراف الرسمية وغير الرسمية واليومية أن تلبي احتياجات الموظفين وأرباب العمل وتحقق النتائج والوظائف القصوى للمؤسسات.

## العواقب
يُعتبر اعتراف الموظفين بشكل عام يحمل تأثيرات إيجابية نحو العمل. ومع ذلك هناك بعض التأثيرات السلبية مثل عدم العدل والتحيز والتحيز. يمكن أن تؤدي هذه التأثيرات إلى أداء ضعيف وتقليل إنتاجية الموظفين فالموظفون الذين يتلقون الاعتراف قد يتفاعلون بشكل مختلف حيث قد يعملون بجهد كبير مقارنة بالعمال الآخرين. قد يشعر الموظفون الآخرون الذين لا يتلقون الاعتراف بالإهمال. يمكن أن يقلل كلا السيناريوهين من الإنتاجية في مكان العمل وتؤثر على العلاقات داخل الشركة. قد ينشأ أيضا تبعات أخرى مثل عدم المساواة بين الجنسين في مكان العمل فيما يتعلق بالترقية. في الجامعات تكون النساء أقل احتمالا للترقية... بقدر زملائهم الذكور أو حتى الحصول على وظائف في المقام الأول (سافيني، 2014). هذا هو مثال على أن النساء يتم الاعتراف عليهن بشكل أقل من الرجال مما قد يخلق مشاعر السوء المعاملة ويؤدي إلى تقليل إنتاجية الموظفات وبالتالي تقليل الرضا الوظيفي وأداء العمل.